# Noar Linhas Aéreas
Noar Linhas Aéreas (Nordeste Aviação Regional Linhas Aéreas) — невелика регіональна авіакомпанія Бразилії зі штаб-квартирою у муніципалітеті Каруару, що працює на ринку регулярних та чартерних комерційних авіаперевезень в штаті Пернамбуку і сусідніх з ним штатах.

## Історія
Авіакомпанія Noar Linhas Aéreas була заснована в 2009 році для здійснення регулярних і чартерних пасажирських перевезень між невеликими аеропортами північно-східної частини Бразилії. 14 травня 2010 року Національне агентство цивільної авіації країни видало перевізнику ліцензію експлуатанта, і рівно через місяць авіакомпанія здійснила свій перший комерційний рейс.
1 жовтня 2010 року Noar Linhas Aéreas уклала з бюджетною авіакомпанією Gol Transportes Aéreos договір про партнерство в частині спільної роботи з пасажирських перевезень у міжнародному аеропорту Гуарарапіс (Ресіфі).

## Маршрутна мережа
У липні 2011 року авіакомпанія Noar Linhas Aéreas виконувала регулярні рейси за наступними пунктами призначення:
- Масейо — Міжнародний аеропорт Зумбі-дус-Палмаріс
- Мосоро — Аеропорт Мосоро
- Натал — Міжнародний аеропорт Аугусту Северу
- Ресіфі — Міжнародний аеропорт Гуарарапіс

Припинені маршрути: Аракажу, Каруару, Жуан-Песоа, Паулу-Афонсу.

## Флот
Станом на 14 липня 2011 року повітряний флот авіакомпанії Noar Linhas Aéreas становив один літак :

## Авіаподії і нещасні випадки
- 13 липня 2011 року. Літак Let L-410 Turbolet (реєстраційний номер PR-NOB), що виконував рейс 4896 з Міжнародного аеропорту Гуарарапіс (Ресіфі) в аеропорт Мосоро з проміжною посадкою в міжнародному аеропорту Аугусту Северу (Натал), розбився незабаром після зльоту з аеропорту Гуарарапіс. Загинули 16 осіб на борту[9][10].